# Мокрый Чалтырь (хутор)
Мо́крый Ча́лтырь — хутор в Мясниковском районе Ростовской области.
Входит в Чалтырское сельское поселение.

## География

### Улицы
- ул. Ворошилова
- ул. Ленина
- ул. Цветочная

## История
По переписи 1897 года в хуторе Мокрый Чалтырь Гниловской станицы Ростовского округа Области войска Донского проживало 119 человек (донские казаки, мещане и крестьяне).
По переписи 1926 года в хуторе Мокрый Чалтырь Хопёрского сельсовета Аксайского района Северо-Кавказского края проживало 176 человек.
По переписи 1989 года в хуторе Мокрый Чалтырь Чалтырского сельсовета Мясниковского района Ростовской области проживало 264 человека (мужчин 123, женщин 141).
По переписи 2002 года в хуторе Мокрый Чалтырь Чалтырского сельсовета Мясниковского района Ростовской области проживало 356 человека (мужчин 195, женщин 161).
По переписи 2010 года в хуторе Мокрый Чалтырь Чалтырского сельского поселения Мясниковского района Ростовской области проживало 407 человека (мужчин 214, женщин 193).

## Население
| 2010 |
| ---- |
| 407  |